# Modelação hidrológica

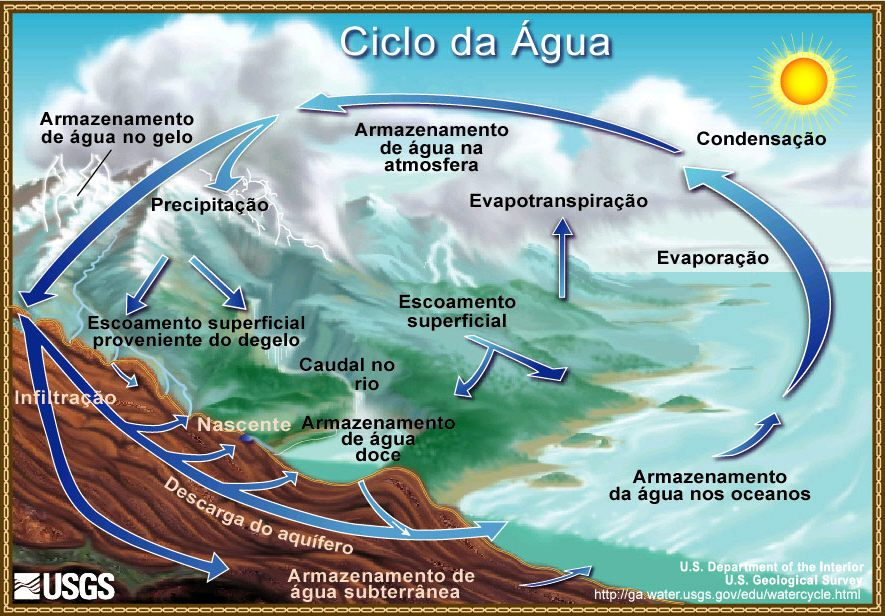
Representação conceptual do ciclo hidrológico.

Representação conceptual da componente superficial do ciclo hidrológico.

Representação conceptual da componente subterrânea do ciclo hidrológico.

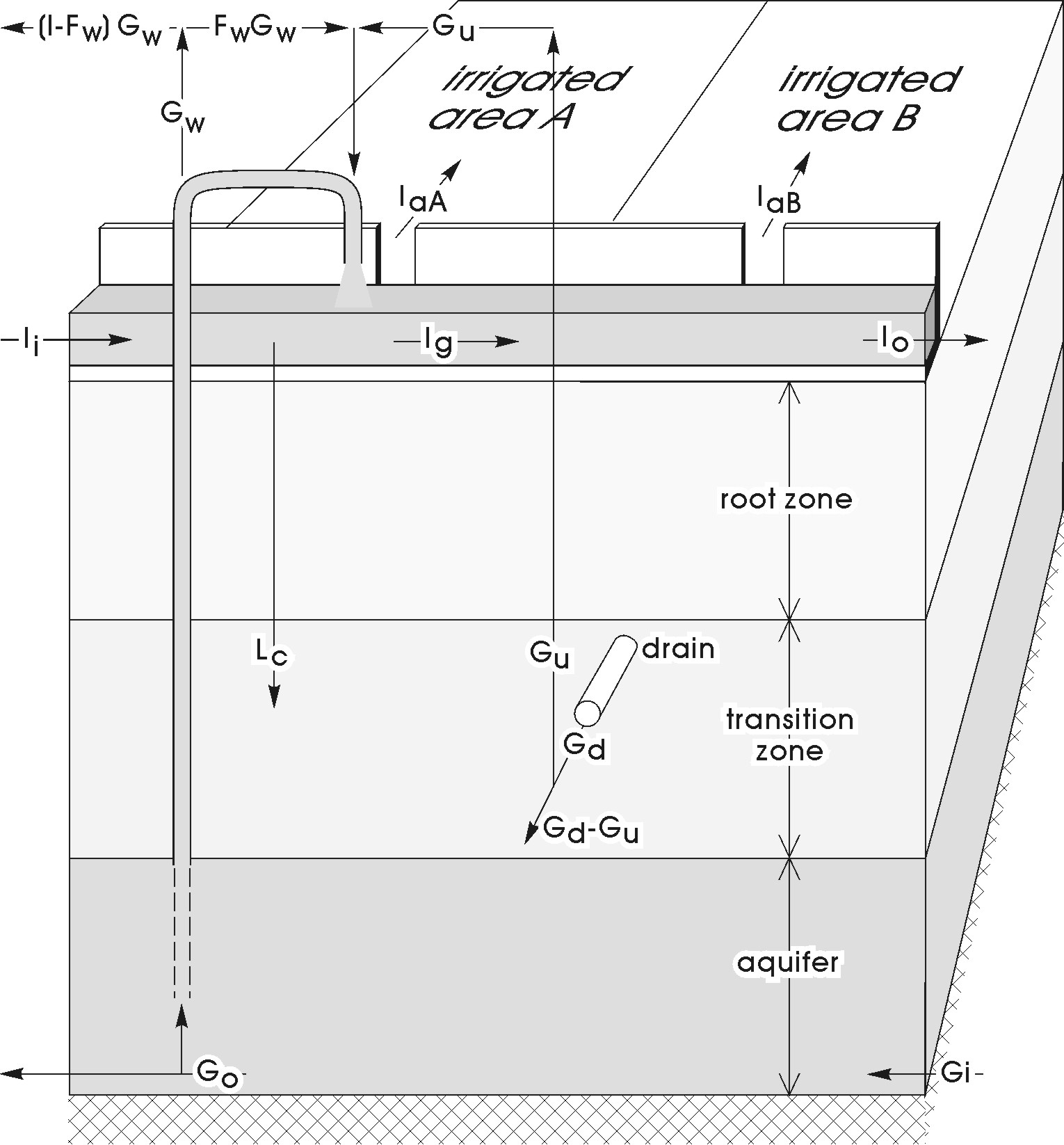
Compnentes do modelo Saltmod.

Modelação hidrológica é o campo funcional da hidrologia que visa o desenvolvimento e a validação de modelos hidrológicos, isto é de representações conceptuais simplificadas do ciclo hidrológico, ou de qualquer das suas componentes, visando a previsão hidrológica, a simulação de escoamentos ou da evolução da disponibilidade e da qualidade da água. Os modernos modelos hidrológicos agrupam-se em dois tipos principais: (1) os modelos com base nos processos físicos, em que se visa a simulação dos processos hidrológicos e de qualidade das águas através de equações de carácter determinístico ou empírico construídas com recurso aos conceitos da mecânica dos fluidos e de outros ramos da física, da química e da biologia; e (2) os modelos estocásticos, construídos com recurso a relações assentes nas leis da probabilidade e na aplicações das regras da aleatoriedade, encarando os processos hidrológicos como uma caixa preta. Em geral a modelação hidrológica está associada à modelação da qualidade da água, sendo comuns os modelos que juntam ambas as componentes.

## Tipos de modelos
Os modelos hidrológicos podem ser agrupados em duas grandes categorias:
- Modelos hidrológicos de base física — são modelos de carácter determinístico que tentam representar os processos físicos observados no mundo real recorrendo aos princípios da mecânica de fluidos, da hidráulica e de outras ciências e tecnologias do campo da Física, da Meteorologia, da Hidrologia e campos do saber conexos. Em geral esses modelos caracterizam-se por conterem representações matemáticas do escoamento superficial, escoamento sub-superficial, evapotranspiração, e escoamento em superfície livre, mas podem ser muito mais complexos, incluindo aspectos relacionados com a qualidade da água, os usos da água e as questões económicas com eles associadas, nomeadamente em matéria de regadio, armazenamento de água, aproveitamentos hidroeléctricos, navegação em canais e rios e gestão de cheias e descargas. Estes modelos determinísticos são por sua vez geralmente subdivididos em modelos de simulação contínua e modelos de simulação de eventos.

- Modelos hidrológicos estocásticos — são modelos que fazem uso da teoria das probabilidades e de outras técnicas destinadas a lidar com eventos com carácter aleatório. Em vez de uma abordagem directa aos processos físicos subjacentes, estes modelos geralmente assumem os processos que ocorrem no mundo natural (em geral encarado à escala da bacia hidrográfica) como uma caixa preta, utilizando os dados recolhidos por observação do comportamento do sistema hidrológico para aplicar conceitos matemáticos e estatísticos que ligam as entradas do sistema (o input), por exemplo a precipitação, à resposta do sistema (o output), como por exemplo o escoamento superficial. As técnicas utilizadas incluem, entre outras, a regressão, as funções de transferência, as redes neuronais e a identificação de sistemas.

Embora sejam cada vez menos comuns, existem ainda modelos de base empírica, baseados em geral em heurísticas simplificadas baseadas na resposta conhecida de determinados sistemas hidrológicos, em geral rios ou aquíferos, em que se procura predizer o comportamento do sistema com base em observações diversas. Um exemplo deste tipo de modelos são as previsões da disponibilidade de água nos solos com base na precipitação no outono anterior, ou as previsões de escoamento com base na evolução sazonal da temperatura do ar.
A utilização de modelos em escala reduzida, isto é a construção de modelos físicos que permitem a simulação do comportamento de sistemas hidrológicos com base na observação de maquetas, reservatórios interligados e outras formas de modelismo, caiu em desuso com a disponibilização de computadores e o desenvolvimento de algoritmos que permitem simular esses comportamentos em os problemas construtivos e os custos associados aos modelos em escala reduzida.
Desenvolvimentos recentes em matéria de simulação levaram ao aparecimento de uma nova classe de modelos, que também pode ser encarada como uma subcategoria de modelos estocásticos, designada por modelos hidrológicos comportamentais. Com este tipo de modelo tenta-se uma aproximação mais globalizada e integrada, procurando compreender as respostas dos sistemas hidrológicos a diversos tipos de estímulos, como sejam a precipitação e a sua distribuição, as mudanças climáticas globais e outros factores dinâmicos. O objectivo desta categoria de modelos é produzir melhores previsões e obter respostas que permitam encarar os principais desafios da gestão de recursos hídricos.

### Modelação de águas subterrâneas
Os modelos de águas subterrâneas (ou modelos de aquífero) são modelos informáticos capazes de simular o escoamento e outras características relevantes de sistemas de águas subterrâneas. Estes modelos, desenvolvidos por hidrogeólogos, são utilizados para simular e predizer as condições de sistemas de aquíferos.

### Modelação de águas superficiais
A modelação das águas superficiais recorre em geral a duas famílias distintas de modelos: (1) os modelos empíricos; e (2) os modelos de reservatórios. Essas tipologias apresentam as seguintes características básicas:
- Os modelos empíricos recorrem a correlações observadas no comportamento real das bacias hidrográficas para desenvolver métodos empíricos, em geral recorrendo a algoritmos simples, de conversão do volume de precipitação observado ou previsto num volume previsto de caudal de escoamento em troços pré-definidos da bacia hidrográfica. Cada um desses hidrogramas representa a resposta do sector da bacia hidrográfica situada a montante, podendo ser compostos por forma a obter hidrogramas sintéticos representativos da geração de escoamento pelas áreas que interesse estudar. Um exemplo deste tipo de modelos é o Método do Número da Curva (mais conhecido por Curve Number method ou simplesmente por método do CN).[2] 
 Este método baseia-se num parâmetro empírico, o CN, estimado para as condições prevalecentes na área a estudar, a partir do qual se pode prever o escoamento directo ou a infiltração em função da precipitação observada ou prevista. O método é em geral usado em conjugação com a determinação de curvas de escoamento com recurso ao conceito de hidrograma unitário e ao método da convolução.
- Os modelos de reservatórios são modelos semi-empíricos que descrevem a relação entre a precipitação e o escoamento superficial usando o conceito de reservatórios não lineares interligados.[3]  Um modelo deste tipo é o conhecido Vflo, um modelo utilizado na previsão de caudais e de cheias.

### Modelagem Hidrológica (Modelo Inercial)
Além das equações de discretização da bacia, que é dada em pequenas sub-bacias hidrográficas incrementais, que são denominadas minibacias (Fan; Collischonn, 2014), o modelo conta com uma série de equações que caracterizam a propagação das vazões conhecido como modelo inercial.
O conjunto de equações de Saint-Venant é formado pelas equações da continuidade e dinâmica. A equação de continuidade é a seguinte: 
{\displaystyle {dA \over dt}+{dQ \over dx}=0}
A equação dinâmica é:
{\displaystyle {dQ \over dt}+{d(Q^{2}/A) \over dx}+gA({dh \over dx})=gASo-gASf}
onde Q é a vazão; A é a área da seção transversal ao escoamento; x é a distância no sentido longitudinal; t é o tempo; e q é a vazão por unidade de largura de contribuição lateral, h é a profundidade do rio, S0 é a declividade do fundo do rio; Sf representa a perda de energia por atrito com o fundo e as margens; g é aceleração da gravidade.
No modelo inercial do MGB (PONTES, 2015) admite-se que cada minibacia tem apenas um trecho de rio, como no caso da minibacia A. A jusante da minibacia A está localizada a minibacia B. O nível da água no trecho de rio da minibacia A é yi=(zi+hi), e o nível da água no trecho de rio da minibacia B é yi+1=(zi+1)+(hi+1). A vazão de troca entre a minibacia A é e a minibacia B é Qi. 
A partir da condição inicial onde são conhecidos todos os valores para qualquer minibacia i, a solução das cotas e vazões ao final do intervalo de tempo pode ser encontrada aplicando as equações de Saint-Venant em todas as minibacias. Obtendo assim, a vazão em todos os trechos do rio.
A modelagem hidrológica, quando calibrada e validada com resultados observados, se mostra uma ótima ferramenta para a engenharia, tanto na tomada de decisões da gestão dos recursos quanto no contexto de obras hidráulicas, energia etc. Tal estudo indica os avanços que a tecnologia e a ciência direcionam para compreensão de fenômenos naturais no contexto dos recursos hídricos.

### Modelos de transporte hidrológico
Os modelos de transporte hidrológico, frequentemente associados ou mesmo integrados com modelos de qualidade da água, permitem descrever o percurso e hidrodinamismo da água quando esta entra no leito de um rio ou torrente. Os parâmetros hidrodinâmicos são utilizados para prever o transporte de substâncias dissolvidas, de materiais suspensos e resíduos flutuantes (em geral de caudal sólido) no corpo de água. Exemplos desta categoria de modelos são os modelos MIKE 11, MOHID LAND, WAFLEX e DSSAM.

### Modelos compósitos
É frequente serem construídos modelos que combinam componentes empíricas com componentes estocásticas e recolhem aspectos de diversos tipos de modelos, muitas vezes interligando as componentes do escoamento superficial ao escoamento subterrâneo e as questões do transporte hidrodinâmico às questões da qualidade da água. Um exemplos desses modelos mistos, ou compósitos, é o modelo HBV, que combina um módulo de determinação do escoamento com base empírica com um modelo de transporte hidrológico. Os modelos GSSHA, MIKE SHE e WEAP.

## Modelação do regadio e da salinização dos solos
Modelos de determinação das necessidade de água para rega e de salinização dos solos em resultado da rega, como é o caso do modelo SaltMod, Swatre  and Drainmod  integram factores hidrológicos, como a irrigação, evapotranspiração e escoamento das águas subterrâneas para simular o comportamento do nível freático e a salinização do solo, permitindo avaliar as consequências de diferentes estratégias agronómicas relacionadas com a irrigação, o controlo do nível freático e da salinidade dos solos através do uso de técnicas como a instalação de drenos sub-superficiais, drenagem por poços ou furos e a lixiviação controlada do solo.
O modelo SahysMod  é uma combinação poligonal do modelo SaltMod com um modelo de escoamento das águas subterrâneas.